# Mycetophagus obscurus
Mycetophagus obscurus är en skalbaggsart som beskrevs av Leconte 1856. Mycetophagus obscurus ingår i släktet Mycetophagus och familjen vedsvampbaggar. Inga underarter finns listade i Catalogue of Life.